# Haliaeetus leucoryphus

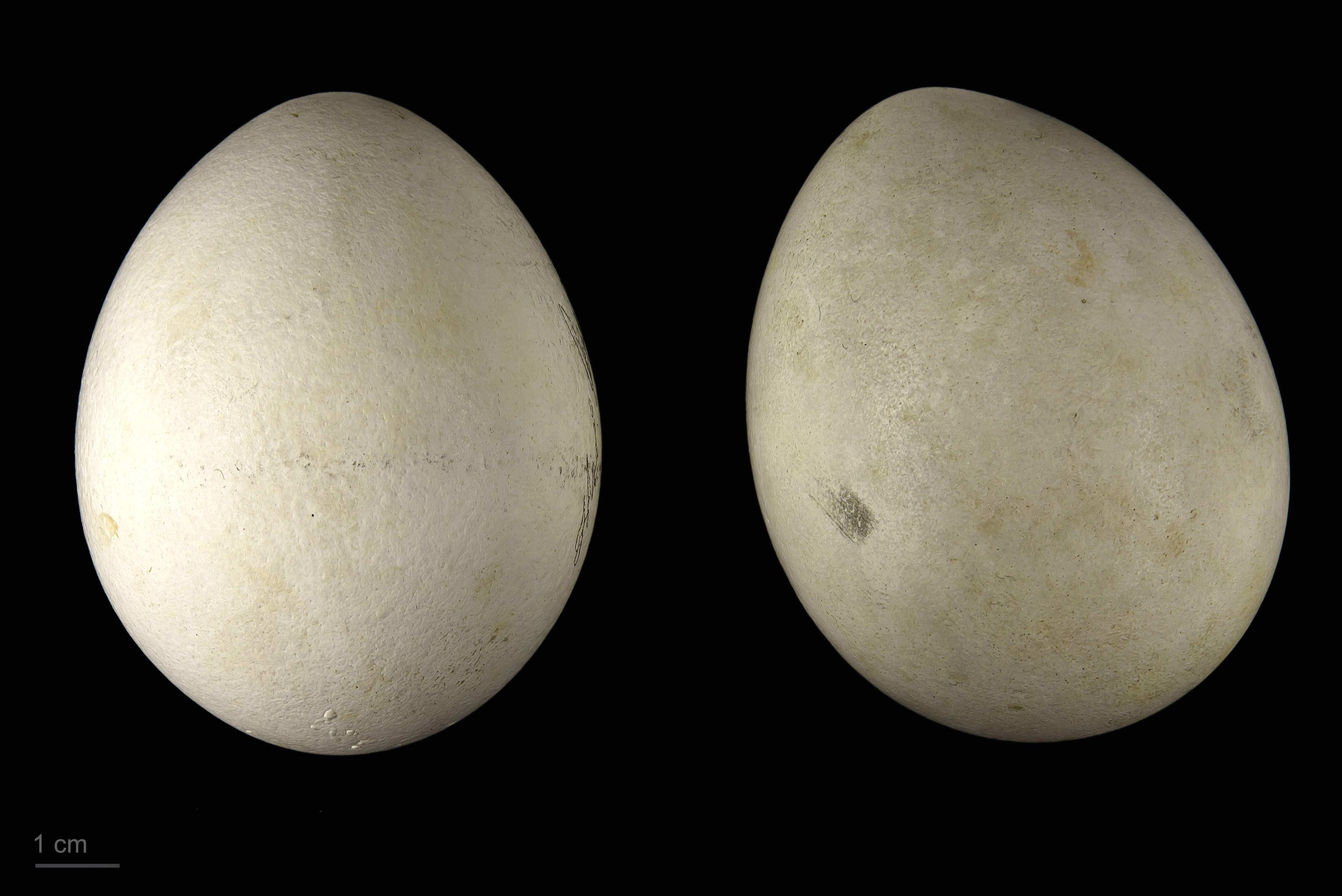
Haliaeetus leucoryphus - MHNT

El pigargo de Pallas (Haliaeetus leucoryphus) es una especie de ave accipitriforme de la familia Accipitridae que puebla diversas zonas de Asia, desde Asia central hasta la India, Birmania y China centro-meridional (Sichuan); no se conocen subespecies.